# Прорастание семян

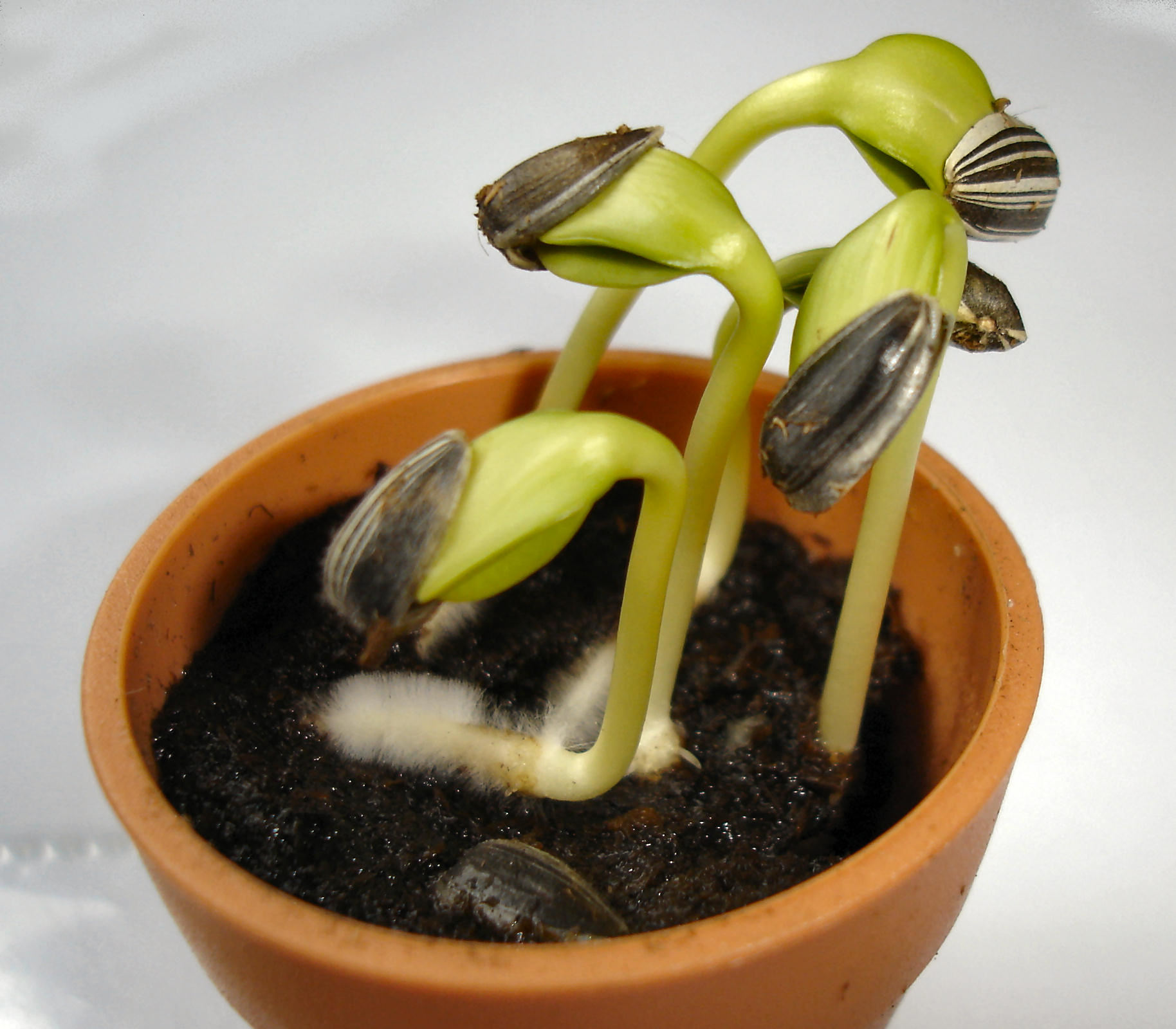
Ростки подсолнуха, проросшие 3 дня назад

Прораста́ние семя́н, или гермина́ция (лат. germinatio) — переход семян растений от покоя к активной жизнедеятельности, начальный этап онтогенеза растений, на котором образуется проросток. Происходит при обеспеченности влагой и кислородом, подходящем температурном и световом режиме. В процессе прорастания повышается обмен веществ в зародыше и эндосперме; семена набухают в воде, крахмал, жиры и белки распадаются на сахар, жирные кислоты и аминокислоты. Обычно первым прорастает корешок, далее — гипокотиль или эпикотиль (у разных растений).
В случае недостатка кислорода накапливаются вредные для зародыша вещества — этиловый спирт, молочная кислота, аммиак; при недостатке температуры снижается поступление воды в семена и активация обмена веществ, нарушается соотношение различных регуляторов роста. Некоторые из семян не прорастают, находясь в подходящих условиях, из-за твёрдости покровов и не выхода из состояния покоя; в этом случае возможно механическое повреждение покровов.

## Фазы прорастания семян[2]
Период прорастания состоит из последовательных этапов – фаз прорастания. Каждой фазе присуща определенная продолжительность, определенные биохимические и морфологические изменения, происходящие в семени, а также определенные требования к условиям среды.
Фазы прорастания семян:
- водопоглощение;

- набухание и наклёвывание;
- рост первичных корешков;
- развитие ростка;
- становление проростка.

Фаза водопоглощения
Сухие семена, находящиеся в состоянии покоя, поглощают воду из воздуха (если его относительная влажность больше 75%) или из какого-либо субстрата до наступления критической влажности, которая является строго определенной величиной для каждой культуры. Поступающую воду поглощают гидрофильные коллоиды семени. Вода включается в содержимое клетки, где связывается различными ее соединениями, и поэтому в семени не происходит заметной активизации биохимических процессов и не наблюдается никаких изменений в морфологии. Поглощение воды может несколько повысить интенсивность дыхания семян (к концу фазы в 2–3 раза), но общий ее уровень остается очень низким.
Основа фазы водопоглощения – физико-химическое явление, сорбция.
Продолжительность фазы зависит от состояния семян, температуры и влажности субстрата, с которым соприкасается семя. Довольно большая продолжительность, если влага поступает из воздуха, очень короткая, если семена находятся в воде. Однако в последнем случае для равномерного насыщения клеток требуется еще некоторое время, и только после такого распределения влаги наступает вторая фаза.
Фаза набухания семян
Начинается с момента появления в семенах свободной влаги. Она активизирует жизнедеятельность клеток, усиливает гидролитические процессы, переводит в активное состояние ферментную систему, ведет к перестройке коллоидов. При этом дыхательный коэффициент увеличивается в сотни и даже в тысячи раз. Заканчивается фаза наклёвыванием.
Молекулы воды проникают в среду высокомолекулярных соединений и раздвигают отдельные звенья в цепи их молекул. Все это вызывает не только ослабление самих цепей молекул, но и сопровождается гидролизом последних, что ведет к интенсификации всех жизненных процессов. В процессе набухания семян оболочки их приобретают эластичность, а само семя увеличивается в объеме. 
Процесс набухания семян может характеризоваться двумя показателями: 1) степенью набухания – это количество воды в граммах, поглощенное семенами в фазе набухания в пересчете на 1 г сухого вещества; 2) числом набухания – количество воды в миллилитрах, которое поглощается 1 мл сухого вещества семени.
Иногда характеризуют процесс набухания давлением, которое возникает в результате увеличения объема при набухании. Это так называемое давление набухания достигает нескольких сот атмосфер и также является характерным для каждого вида. Прирост веса в результате поглощения воды и прирост объема нарастают неодинаковыми темпами – обычно увеличение объема идет быстрее, и оно скорее заканчивается, чем прирост веса. 
Фаза набухания заканчивается поглощением определенного количества воды, которое обеспечивает протекание всех жизненных процессов, связанных с прорастанием. В зависимости от химического состава семян и их природы требуется разное количество воды для наклевывания семян. По данным Гоффмана, полученным им в сравнительном эксперименте, семена разных культур поглощали воду в процессе набухания в следующем количестве:
| Культура | Поглощенная вода | Культура        | Поглощенная вода |
| -------- | ---------------- | --------------- | ---------------- |
| Пшеница  | 45,6             | Чечевица        | 93,3             |
| Ячмень   | 48,2             | Горох           | 106,8            |
| Рожь     | 57,7             | Фасоль          | 104,0            |
| Овес     | 59,8             | Бобы            | 106,8            |
| Гречиха  | 46,9             | Вика            | 75,4             |
| Кукуруза | 44,0             | Кормовая свекла | 62,5             |
| Просо    | 25,0             | Сахарная свекла | 120,5            |
| Конопля  | 43,9             | Подсолнечник    | 56,5             |
| Рапс     | 51,0             | Мак             | 91,0             |

Набухание прекращается вследствие полного насыщения клеток или из-за наступления равновесия между поступлением воды в семена и диффузией растворимых веществ из него. Для нормального протекания этой фазы требуется определенная температура, влажность и кислород. При подсыхании наклюнувшихся семян возможно возвращение в предыдущую фазу, исходную.
Фаза роста первичных корешков
Начинается с момента деления клеток первичного корешка, но морфологически ее можно зафиксировать несколько позже – при появлении над оболочкой семени первичного корешка. В этой фазе также происходит новая качественная перестройка биохимических процессов, подготавливающая условия для возможности роста ростка (в корнях синтезируются витамины и т.п.). Для нормальной биохимической перестройки и роста корешков требуется иной гидротермический режим, чем для протекания других фаз. Заканчивается фаза готовностью семени к развитию ростка.
Для большинства культур еще возможно прекращение прорастания семян на этой фазе и возвращение их в исходное состояние (состояние покоя), хотя для некоторых культур такой переход связан уже с нарушением физиологии и морфологии прорастания.
Фаза развития ростка
Начинается с появлением ростка и заканчивается переходом проростка на автотрофное питание. Продолжается дальнейший рост корешков, но уже имеются все возможности и для развития ростка, который также интенсивно растет. Но здесь уже требуются иные условия питания и внешней среды.
Из этой фазы уже нет возврата в состояние покоя, и при подсыхании развивающееся семя гибнет. Фаза оканчивается с появлением у проростка сформированного колеоптиле у злаков или с формированием почечки у других культур.
На этой фазе и заканчивается процесс прорастания семян, но молодой проросток еще является объектом семеноведческих исследований. Развивающийся проросток находится в сложной зависимости от экологических условий, но еще получает от семени основное питание и некоторые специфические соединения. 
Проросшими семенами следует считать только те, которые имеют сформированный проросток (появление ростка с первичными корешками), если нет ростка, то независимо от длины корешков семена нельзя назвать проросшими, а только прорастающими (то есть находящимися на разных фазах прорастания). Для всех остальных культур проросшими семенами считаются такие, которые имеют корешок, равный не менее длины семени, а для круглых семян – не менее диаметра семени.

## Морфология прорастающего семени
Первым видимым морфологическим признаком прорастания семян является наклевывание, а затем появление корешка. Корешок растет в длину благодаря тому, что у него на конце происходит бурное деление клеток, которые образуют ростовую зону корешка (колеориза), а сам кончик корешка прикрывается корневым чехликом – утолщением разной формы, выполняющим защитные функции.
Как только развивающийся корешок достигает семенной кожуры, он разрывает ее вблизи микропиле и выходит наружу. Если семя заключено, кроме того, в плодовую оболочку, то корешок пробивает и ее. У семян, имеющих эндосперм, корешок обычно очень тонкий, у других семян относительно толще. Как правило, у всех культур появляется один корешок, но у злаковых, кроме главного корешка, очень скоро из придаточных почек развиваются еще боковые или придаточные корешки. Семена полевых культур имеют следующее количество корешков: пшеница озимая от 2 до 6 (корешков больше у крупнозерных сортов и меньше у мелкозерных); пшеница яровая от 3 до 7 (в среднем 5–6); рожь озимая от 4 до 9 (в среднем 5–6); ячмень шестирядный 5–6, двурядный 7–8; овес от 2 до 6 (в среднем 3–4). Кукуруза просо, могар и чумиза прорастают только одним корешком.
Число зародышевых корешков может характеризовать качество семян. Имеются данные, показывающие огромную роль первичных корешков в снабжении растения водой и в формировании урожая, поэтому семеноведам следует обратить большое внимание на изучение зародышевых корешков. Корешки начиная от чехлика и до семени или до гипокотиля (у бобовых) покрыты многочисленными волосками, которые снабжают корень водой и питательными веществами. Признак нормального развития корешка – наличие свежих волосков и проявление геотропизма, то есть изгиба корешка.
У двудольных культур после появления зародышевого корешка растет подсемядольное колено (гипокотиль), выносящее семядоли зародыша вместе с почечкой, расположенной между ними, на поверхность почвы (рис. 3). Из этой почки образуется стебелек и первые листья, по которым часто распознают виды (особенно у крестоцветных). У гороха, вики, конского боба и некоторых других бобовых растений после появления корешка растет надсемядольное колено (эпикотиль), а семядоли остаются в почве (рис. 4).